# Emily Robins
Emily Robins (Auckland, 21 de mayo de 1989) es una actriz y cantante neozelandesa. Es conocida por su papel como Claire Salomón (2004-2007) en la telenovela de TV2, Shortland Street.

## Biografía
Nació y se crio en Nueva Zelanda. Creció en Orewa. Participó con el Centro de escena (un teatro de Orewa Company). Tras su paso por Shortland Street, fue elegida para el papel principal de Alexandra Wilson en Alexandra, la Princesa del Rock.

## Filmografía
- 2006-2007 Shortland Street (como Claire Solomon)
- 2008-2011 The Elephant Princess (como Alex Wilson)
- 2011 SLiDE (como Scarlett Carlyle)

## Discografía
Álbumes de Estudio
- 2010: Speak Now

Soundtracks
- 2010: Elephant Princess Music

Sencillos
- Someone not me
- Two Worlds 4ever
- I am...
- Diversity
- One on One